# 8250 UART

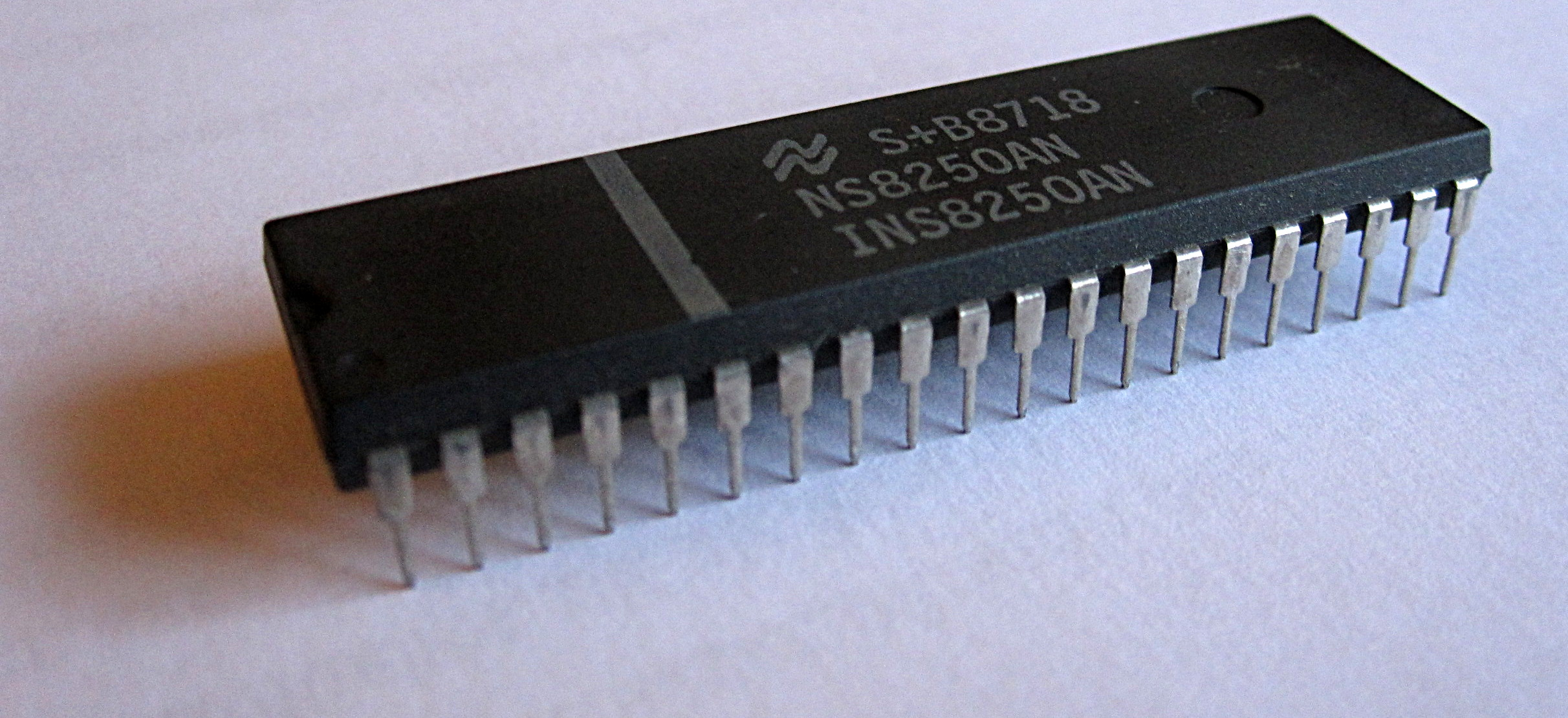
Obvod 8250 UART firmy National Semiconductor je jedním z nejrozšířenějších a nejčastěji kopírovaných obvodů UART.

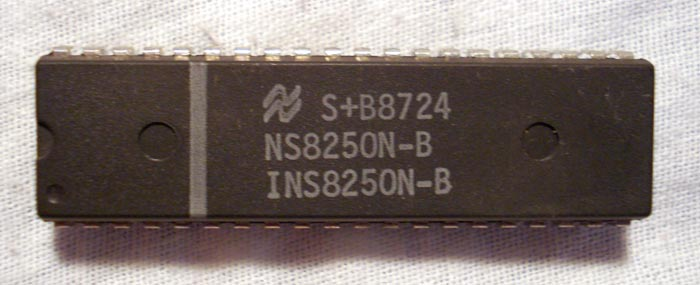
NS 8250B

Zapojení vývodů obvodů 8250 a 16450

8250 UART (univerzální asynchronní přijímač/vysílač, anglicky universal asynchronous receiver/transmitter) je integrovaný obvod realizující rozhraní pro arytmický sériový přenos navržený a vyráběný americkou firmou National Semiconductor Corporation. Obvod byl často používán v osobních počítačích a příbuzných zařízeních, například v tiskárnách nebo modemech. Obvod 8250 obsahuje programovatelný generátor přenosové rychlosti, která mohla být přesně odvozena z libovolné referenční frekvence krystalového oscilátoru, což umožňovalo použití tohoto obvodu pro standardní i nestandardní účely a rychlosti.
Názvy pozdějších variant obvodu byly odlišeny přidáním písmen k číselnému označení. Původní 8250 byl brzy následován verzemi 8250A a 8250B, které opravovaly některé hardwarové chyby. Konkrétně původní 8250 mohl chybně opakovat vysílání znaku, pokud došlo během vysílání k asynchronní změně signálu CTS.
Kvůli vysoké poptávce začali jiní výrobci brzy nabízet kompatibilní obvody. Firma Western Digital nabízela obvod WD8250 pod názvem Async Communications Interface Adapter (ACIA) nebo Async Communications Element (ACE).
Obvod 16450(A) UART používaný často v řadě počítačů IBM PC/AT umožňoval vyšší přenosové rychlosti komunikace po sériové lince než obvod 8250.
Se zaváděním víceúlohových operačních systémů jako například OS/2, Windows NT nebo různé varianty UNIXu na osobní počítače začala být problémem nutnost rychlé odezvy na přerušení při zpracování každého znaku, proto byly v sériových portech na IBM PS/2 použity obvody 16550(A) UART, které měly vestavěnu 16bytovou paměť s přístupem FIFO pro ukládání přijatých znaků.
Pozdější modely přidaly více paměti, podporovaly vyšší rychlosti, kombinovaly více portů na jednom čipu a nakonec se staly součástí nynějších Super I/O obvodů, které kombinují většinu vstupně/výstupní logiky na základní desce počítače.

## Historie
Obvod 8250 UART byl použit v původních počítačích IBM PC. Varianty 8250A a 8250B byly uvedeny na trh později a obvod 16450 byl použit v počítačích IBM Personal Computer/AT.
Hlavní rozdíl mezi uvedenými podtypy byla maximální povolená komunikační rychlost.